# Ocasatí
Ocasatí (Caudata, syn. Urodela) je řád obojživelníků, označovaný též někdy jako mloci. Vyskytují se téměř výhradně na severní polokouli v Holarktické oblasti, pouze několik druhů se vyskytuje v neotropické oblasti.

## Evoluce
Ocasatí obojživelníci mají dlouhou evoluční historii. Například nejstarší dnes známý zástupce skupiny velemlokovitých (Cryptobranchidae) žil již v období jury (před více než 150 miliony let). Jedním z nejstarších a vývojově nejprimitivnějších známých zástupců ocasatých obojživelníků je patrně rod Marmorerpeton, známý ze 166 milionů let starých středně jurských vrstev z oblasti Skotska.

## Systematika
- †Jeholotriton paradoxus
- †Pangerpeton sinensis
- †Laccotriton subsolanus
- †Sinerpeton fengshanensis
- ?rod †Marmorerpeton
- ?nadčeleď †Prosirenoidea
  -  ? čeleď †Prosirenidae
- nadčeleď †Karauroidea
  - čeleď †Karauridae
- (-) Urodela
  - ?rod †Liaoxitriton
  - nadčeleď Cryptobranchoidea (=Cryptobranchiformes)
    - čeleď velemlokovití (Cryptobranchidae)
    - čeleď pamlokovití (Hynobiidae)

  - nadčeleď Salamandroidea (=Salamandriformes)
    -  ?†Comonecturoides marshi
    - †Iridotriton hechti
    - ?rod †Apricosiren
    - ?rod †Calverpeton
    - ?rod †Hylaeobatrachus
    - †rod Valdotriton
    -  ? čeleď †Scapherpetontidae
    -  ? čeleď †Batrachosauroididae
    - čeleď Rhyacotritonidae
    - čeleď mločíkovití (Plethodontidae)
    - čeleď úhoříkovití (Amphiumidae)
    - čeleď macarátovití (Proteidae)
    - (-) Salamandroidea
      - čeleď mlokovití (Salamandridae)
      - (-) Ambystomatoidea
        - čeleď axolotlovití (Ambystomatidae)
        - čeleď Dicamptodontidae

  - nadčeleď Sirenoidea (=Meantes, Trachystomata)
    - čeleď surýnovití (Sirenidae)